# RAPT理論
RAPT理論（ラプト理論、らぷとりろん）とは、キリスト教系の新興宗教の信者らが結成した日本の陰謀論団体「RAPT（ラプト）」が、TwitterやYouTube、ブログなどで拡散している言説である。
韓国系のカルト教団「キリスト教福音宣教会」（通称摂理）の分派であり、教祖は自称メシア（再臨のキリスト）を主張し、「この時代の中心者」として神の言葉を取次ぎ、終末の時代に神から最後の使命を受けたと説いている。団体のウェブサイト「RAPTブログ」「RAPT理論＋α」は、明確な根拠を示さずに特定の人物や団体を結びつけたり、個人攻撃や誹謗中傷、ネットで拾い集めた陰謀論を展開している。ワクチン陰謀論やケムトレイルの真実、地球平面説、三浦春馬暗殺説、人工地震の陰謀論など、定番の陰謀論をはじめとした様々な主張を行うが、その情報の信憑性は低く、日本ファクトチェックセンター（JFC）やBuzzFeed Japanがブログをファクトチェック=検証をして、「誤り」「不正確」などと判定している。RAPTとは、「没頭した」「心を奪われた」という意味をもつ英単語である。信憑性が極めて低いので注意が必要である。

## 来歴
RAPTは、2016年に愛媛県で結成された新型ネット宗教であり、日本人の男性教祖と2人の女性が運営している。施設では、深夜や早朝から集団で礼拝し、祈りの時間が持たれる。私財を投げ打って愛媛県の拠点に移住する人もいる。

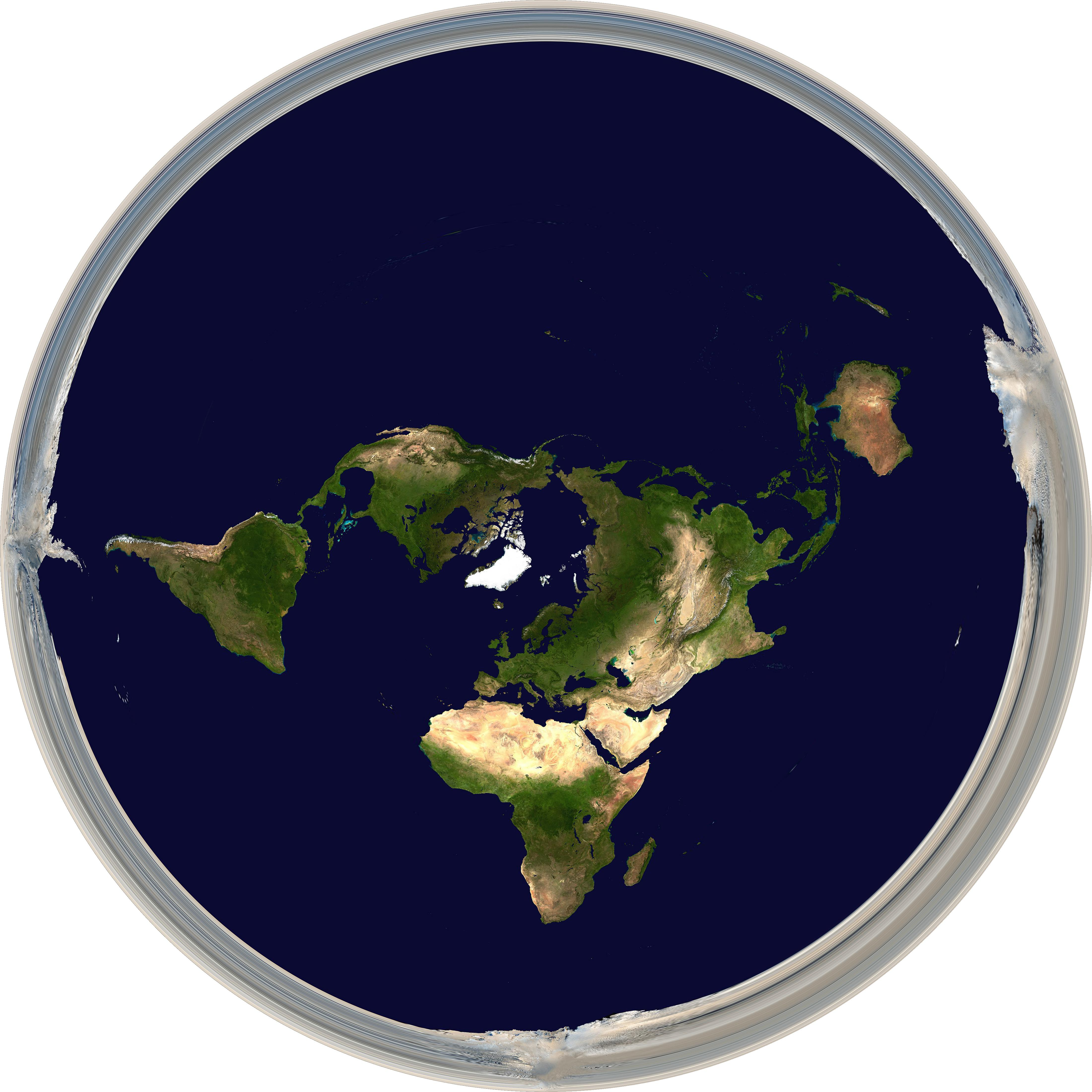
地球平面説

団体のウェブサイト「RAPTブログ」や「真実を伝えるニュースサイト」と名乗るブログ記事「RAPT理論＋α」は、ヒーリング系のビジュアルでまとめられ、「パステル・Qアノン」と同様に女性をターゲットにしている。ブログは、ワクチンに関する誤情報など、根拠不明の情報、陰謀論を多数掲載する。情報源として、ウィキペディアのパロディサイト「アンサイクロペディア」を引用することもある。RAPTは一見普通のタイトルでサイトへの流入を増やし、宗教色の強い有料記事や「朝の祈り会」の参加権を販売する。陰謀めいた過激な思想が一部の人気を集め、この団体を警戒する教育機関も増えている。
団体は被害妄想的猜疑心が強い特徴があり、創価学会や統一教会、生長の家などが、信者を工作員として団体の施設に送り込んでくると主張する。そのため、信者になるには厳密な面接が行われ、ブログや動画に登場するのはほとんどが女性信者である。批判者や脱会メンバーは、写真や実名がネット上に晒され、誹謗中傷が行われる。

## 歴史、教義

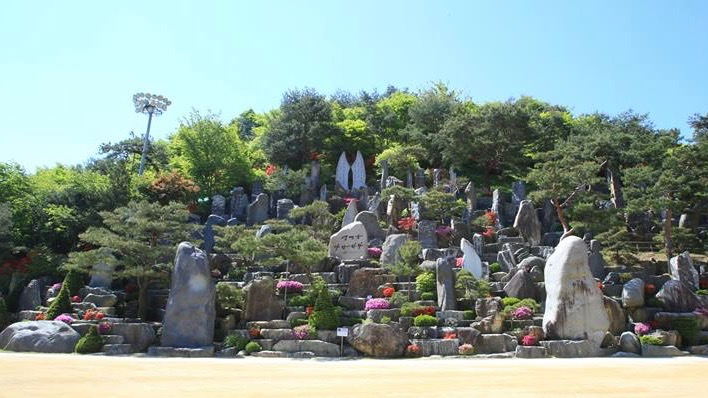
韓国の忠清南道にあるキリスト教福音宣教会（摂理）の自然聖殿

2013年頃、教祖の男性は摂理から脱会したが、2016年に摂理の創設者である鄭明析（チョン・ミョンソク）に絶対的な尊厳を置くことを保ちつつも、自らを最後の中心者（メシア、再臨のキリスト）とする独自の宗教観を深めたサイトを立ち上げた。教義は、摂理とほぼ同じであり、2023年にこの世を支配するサタン（イルミナティ、ロスチャイルド家、天皇家、中国共産党）が敗れ、ラプトを「主」とする地上天国が完成すると説く。摂理の創設者は過去に世界平和統一家庭連合（統一教会）に所属しており、摂理の教義は統一教会のものと似ている。摂理は、創立者が女性信者に性的暴行を行い、社会問題化していたが、近年でも大学などでサークルやセミナーを装って勧誘し、若者を中心に信者を増やしている。
RAPTは、終末論のベースの上に、ユダヤ陰謀論や鬼塚英昭の「田布施システム陰謀論（天皇と朝鮮人陰謀論）、中国脅威論などをミックスさせた寄せ集めを作り、そこに芸能人や政財界の著名人が反キリストとして登場する。「田布施システム陰謀論」や「Qアノン陰謀論」の元型は、福音派に代表されるキリスト教的世界観にある。「田布施システム陰謀論」では、孝明天皇は伊藤博文によって暗殺され、明治天皇以降は「李家」の人々が住む山口県田布施町の出身者に入れ替わっているという。そして、その後の日本の近現代史は全て朝鮮人を通じたユダヤ系の国際金融資本に乗っ取られているとする。ユダヤ人は朝鮮経由で日本に入ってきており（日ユ同祖論）、トヨタや原発などもユダヤ=朝鮮人ネットワークであるという。政財界や芸能界の著名人、天皇などは、朝鮮人で悪魔崇拝者の血縁者である「上級国民」であるが、2023年までにサタンが滅び、悪魔崇拝者は追放されるとする。これらの陰謀論の寄せ集めは、善と悪の戦いのような定形であり、被害者意識と排外主義的なナショナリズムが現れている。

## 拡散
「RAPT理論」のブログは、一見普通なビジュアルであるため、著名人や言論人が情報源として扱い、認知を広めている。ガジェット通信や『アゴラ』で池田信夫が「RAPT理論＋α」を出典にして記事を書いたほか、ジャーナリストの清水潔や、元明石市長の泉房穂、立憲民主党衆議院議員の原口一博、百田尚樹、ほんこん、苫米地英人、長尾和宏、ASKA、参政党の国政選挙候補者などがX（旧Twitter）でリポストした。俳優の窪塚洋介は、コロナのステイホーム期間に感銘を受けたものをインタビューで聞かれて、『RAPT理論』『Eden media』を挙げ、「この時代に自分のバランスを取る為の要石になっている」と述べた。
『Eden media（エデンメディア）』は、「地球は平面で宇宙は存在しないと主張する地球平面説」や「地球に山や森は存在しない説」などを広めているYouTubeチャンネルだが、RAPT理論に関連付けた投稿も行っている。
類設計室は、20年以上運営したウェブサイト「るいネット（2001 - 2023年）」やミニコミ紙『週刊 事実報道（2022年休刊）』などで、様々な疑似科学や陰謀論を拡散したが、RAPT理論を出典にした投稿も掲載していた。

## RAPT理論の例

ロスチャイルド家の紋章

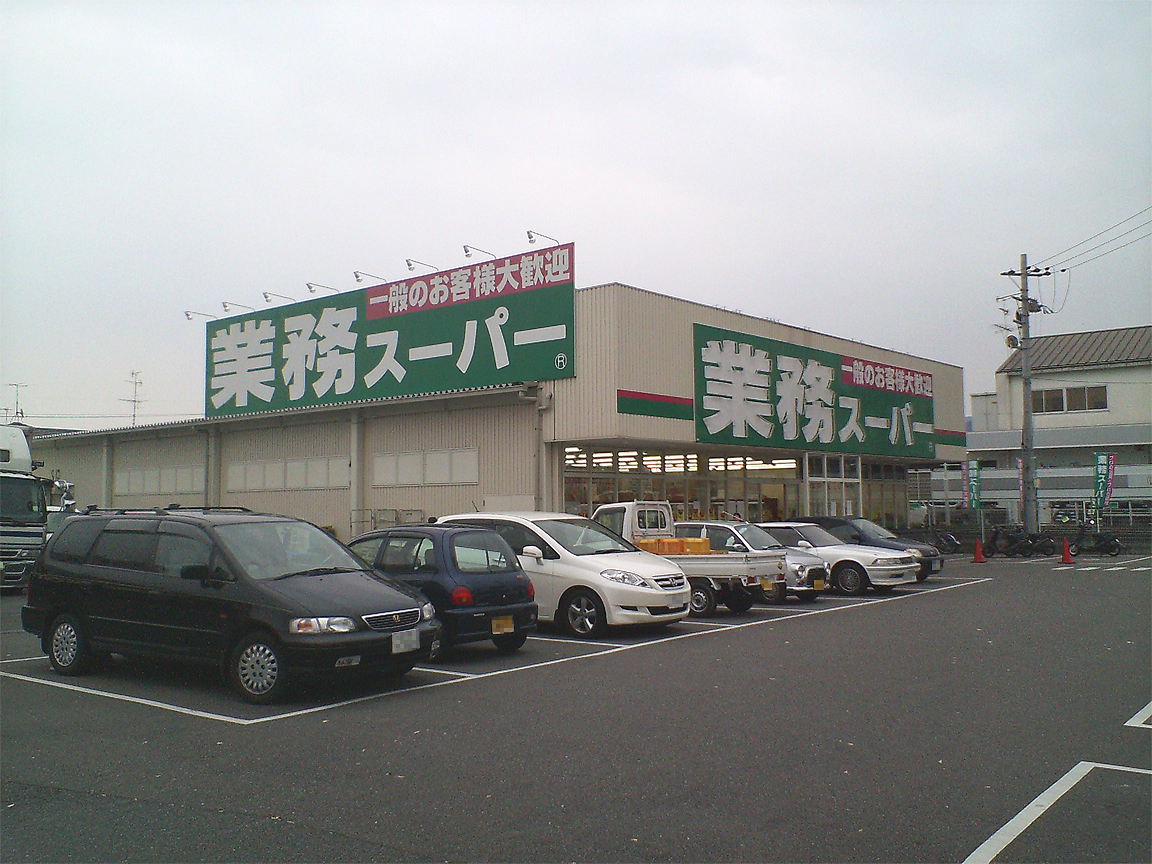
業務スーパー

- 新型コロナウイルス感染症について「（感染症として）絶対に存在しない」「ただの風邪である」と断言し、読者に「マスクをつけないよう」指示している。また、これを「神の計画」「御心」とし、「未来の子どもたちのためにサタン（社会）に惑わされるな」と説いている[5]。ワクチンについても「危険であり、クリスチャンとして神に背く行為」と否定し[5]、ワクチンはイルミナティによる人口削減のために開発された毒素である」と主張している[2][PR 21]。

2022年には「自衛隊員400人がワクチン接種後に死亡した」とする虚偽情報を拡散し、防衛省が「事実無根」と否定した。2023年には「医師がコロナ死と認定すると1人あたり50万円が支給される」といった根拠のない主張を行い、厚生労働省がそのような制度は存在しないと否定した。2024年には「堀江貴文がワクチンの危険性を認めた」とする偽造画像を拡散したが、日本ファクトチェックセンターが元動画にそのような発言はなく、画像が偽造であることを確認している。
- 「昆虫食は悪魔崇拝者による洗脳[PR 22]」「コオロギ由来の成分を食品に添加してもアミノ酸と表記される[6]」
- 「人工甘味料アスパルテームはバクテリアの糞[PR 23]」
- 「癌という病気は存在しない[2][PR 24]」。
- 「日本は悪魔崇拝者である天皇家やロスチャイルド家、田布施一族によって支配されている[2][PR 25]」
- 「北朝鮮のトップ金正恩は日本の天皇家の血筋[2][PR 26]」
- 「ひろゆきやオードリーの若林、竹中平蔵は、顔が似ているので天皇の親戚[PR 27][PR 28]」
- 「UFOは天皇一派の乗り物[2]」
- 「業務スーパーは中国共産党の隠れ蓑[PR 29]」
- 「ゼレンスキー大統領と中国共産党が繋がり、ユダヤ人富豪の支援を受けて世界統一政府の樹立を目指している[3]」
- 「三浦春馬や竹内結子、志村けん、小林麻央など人気俳優やタレントは、アイドル『嵐』の生贄として中国共産党に殺された[2][PR 30]」。
- 「悪魔崇拝者のエリザベス女王とローマ法王が5万人の幼児を虐殺した[2][PR 31]」
- 「創価学会は日本最大の麻薬売買組織[2]」
- 「ニュース番組はほぼ全てフェイク。TBSの社員がクライシスアクターとして様々な報道画像に登場している[27][PR 32]」
- 「LGBTの運動は、同性愛を普及させて子孫を生ませず、人口削減により国力を削ぎ落とすための謀略[2]。もしくは女性の地位低下や活動阻害を狙ったもの[PR 33]。
- 「『LGBT理解増進法』の成立により、女性専用の施設に男が侵入する性犯罪が増加している[PR 34]」
- 「タイタニック号は沈没していない[2]」
- 「レプティリアン（爬虫類人）が地球を支配している[PR 35][PR 36]」
- 「宇宙は存在せず、宇宙旅行は宇宙詐欺[PR 37]」。
- 「原発や原爆、放射能は存在しない。ノーベル賞創設の目的はアインシュタインの嘘を隠蔽するため[2][PR 38]」
- 「『3.11』や『熊本地震』は麻生太郎が主犯の人工地震で、ロスチャイルド家が福島に遷都をするために引き起こした[2][PR 39]」
- 「石川県能登地方で発生した震度7の地震は人工地震である[PR 40][PR 41]」

### 一次資料または記事主題の関係者による情報源
1. ↑  “軽井沢の「ビル・ゲイツの別荘」は悪魔崇拝のための宗教施設である可能性大。”.   RAPTブログ. 2023年7月13日閲覧。
2. ↑  “二代目天皇「綏靖天皇」は朝に夕に人間を7人食べていた。古事記と日本書紀から削除された怪しげな天皇家の記録。”.   RAPTブログ. 2023年7月13日閲覧。
3. ↑  “朝の祈り会、および有料記事のパスワードのご購入”.   RAPTブログ. 2023年7月13日閲覧。
4. ↑  “日本が朝鮮人に支配されているという証拠。「田布施システム」こそが朝鮮人と金融ユダヤによる日本支配の始まり。”.   RAPTブログ. 2023年7月13日閲覧。
5. ↑  “「日ユ同祖論」は疑うまでもない事実です。だからといって、日本人が偉いとも悪いとも言えません。”.   RAPTブログ. 2023年7月13日閲覧。
6. ↑  “小西の騒ぎに隠れてしまったが、この小物議員もよろしく。”.   池田信夫 - Twitter (2023年4月9日). 2023年7月13日閲覧。
7. ↑  “すごすぎる。多くの人が選挙に行かないから、一生懸命に投票する連中が自公政権を作りあげ、こんな事になるんですよ。”.  清水潔 - Twitter (2023年5月29日). 2023年7月13日閲覧。
8. ↑  “『交通税』の導入には反対だ。”.  泉房穂 - Twitter (2023年5月25日). 2023年7月13日閲覧。
9. ↑  “これが新型コロナワクチンをやめられない理由か。事実なら許しがたい。”.   原口一博 - X (2024年2月20日). 2024年2月20日閲覧。
10. ↑  “真偽は不明だが、興味深い記事。”.   百田尚樹 - Twitter (2022年9月18日). 2023年7月12日閲覧。
11. ↑  “ほ〜”.   ほんこん - Twitter (2023年5月12日). 2023年7月13日閲覧。
12. ↑  “私にデマと言ってた人達？”.   苫米地英人 - Twitter (2022年7月3日). 2023年7月13日閲覧。
13. ↑  “基礎疾患のある人こそ打ったら危ないので絶対に打たないで！！”.   長尾和宏 - Twitter (2023年7月19日). 2023年7月21日閲覧。
14. ↑  “【和田アキ子、体調不良によりホールツアーを終了すると発表　コロナワクチン接種により持病が悪化】”.   Relevant people - Twitter (2023年7月18日). 2023年7月21日閲覧。
15. ↑  “「不安を煽ってる」と言われるが、そうではないんだよ。 本当にそうじゃない。”.   ASKA - Twitter (2023年5月16日). 2023年7月13日閲覧。
16. ↑  “納税は国民の義務だから、例え「見解の相違」でも、 国に指摘された時にはそれを受け入れて税金を払ってきたのに。”.   ASKA - Twitter (2023年6月1日). 2023年7月13日閲覧。
17. ↑  “この人はフロントマンのひとりとしては、 かなり罪が重いと思ってる。”.   ASKA - X (2024年2月16日). 2024年2月23日閲覧。
18. ↑  “ホントか！？ ビックリ！”.   さかうえひとし（2022年参院選 参政党 埼玉立候補） - Twitter. 2023年7月13日閲覧。
19. ↑  “たまげたなぁ…”.   長田たくや@参政党／川西市議 - Twitter (2023年5月13日). 2024年2月23日閲覧。
20. ↑  “これを見て、"おかしい"と思わない人は いるのでしょうか。”.   吉川りな@参政党 東京1区(千代田・新宿区)国政改革委員 - X (2023年9月16日). 2024年2月23日閲覧。
21. ↑  “ワクチンに含まれる「水銀」は脳を破壊する最強の毒 イルミナティによる人口削減の実態を専門家が暴露”.   RAPT理論＋α (2021年6月15日). 2023年7月12日閲覧。
22. ↑  “この世の中は聖書への反逆に満ちている　偶像崇拝もLGBTも昆虫食もすべて悪魔崇拝者による洗脳（十二弟子・ミナさんの証）”.   RAPT理論＋α (2023年2月26日). 2023年7月13日閲覧。
23. ↑  “人工甘味料アステルパームはバクテリアの糞。虫歯にならない代わりに癌になる。”.   RAPTブログ. 2023年7月13日閲覧。
24. ↑  “【ガンという病気は存在しない】オミクロン株拡大で癌検診を受ける人が減少 「癌利権」で暴利を貪ってきた医者たちに危機感”.   RAPT理論＋α (2022年1月24日). 2023年7月13日閲覧。
25. ↑  “トヨタと天皇と安倍晋三はとても近い親戚です。現在も日本経済を支配しているのは、大室寅之祐に与した「田布施一族」です。”.   RAPTブログ. 2023年7月12日閲覧。
26. ↑  “北朝鮮のトップ「金正恩」は日本の天皇家の血筋です。”.   RAPTブログ. 2023年7月12日閲覧。
27. ↑  “【李家による日本乗っ取り】天皇と竹中平蔵の親戚であるひろゆきが、内閣国家戦略室長に就任の噂”.   RAPT理論＋α (2021年7月11日). 2023年7月12日閲覧。
28. ↑  “【三菱グループも中国共産党に乗っ取られている】三菱電機のCMに7年以上出演の創価信者「オードリー若林」も、妻役の「杏」も中国人の可能性大”.   RAPT理論＋α (2022年5月31日). 2023年7月13日閲覧。
29. ↑  “「業務スーパー」を展開する「神戸物産」は中共の隠れ蓑だった!!　中国産の食品を大量販売する傍ら、エネルギー事業を展開、北海道の乗っ取りも進める”.   RAPT理論＋α (2022年6月9日). 2023年7月13日閲覧。
30. ↑  “【三浦春馬の死】創価企業アミューズ 真相を暴くサイトをデマと決め付け脅迫”.   RAPT理論＋α (2021年4月30日). 2023年7月13日閲覧。
31. ↑  “〈TALK RADIO〉悪魔崇拝はあるのか? エリザベス女王とローマ法王による5万人の幼児虐殺事件について。”.   RAPTブログ. 2023年7月13日閲覧。
32. ↑  “ニュース番組はほぼ全てフェイク！”.   RAPT理論+α (2021年6月11日). 2024年2月23日閲覧。
33. ↑  “【多様性とは?】「心は女」と自称するトランスジェンダーが、女性競技に次々と参加、女性の活躍の場を奪い、女性選手が引退、大怪我をするなど、深刻な事態が全世界で相次ぐ”. RAPT理論+α (2023年3月25日). 2023年12月29日閲覧。
34. ↑  “大衆浴場の女湯に入り20代女性の体を触った男を逮捕 警察「男の心が女性であるか捜査中」 ネット民「心が女性かどうかって、どうやって調べるの？」”. RAPT理論+α (2023年12月10日). 2023年12月29日閲覧。
35. ↑  “悪魔崇拝についての幾つかの考察（2）”.   RAPTブログ. 2023年7月13日閲覧。
36. ↑  “世界を支配しているのはイエズス会 (イルミナティ) であり、イエズス会のトップは天皇です。”.   RAPTブログ. 2023年7月13日閲覧。
37. ↑  “【じげもんの常識をブッ壊せ!!】Vol.8 – 宇宙は存在しない!! 月は地球からせいぜい数10Kmしか離れていない”.   RAPT理論＋α (2022年5月23日). 2023年7月13日閲覧。
38. ↑  “RAPT×読者対談〈第70弾〉ノーベル賞創設の目的はアインシュタインの嘘を隠蔽するため。”.   RAPTブログ. 2023年7月13日閲覧。
39. ↑  “「麻生太郎」こそ人工地震「3.11」と「熊本地震」を起こした主犯格である可能性大。”.   RAPTブログ. 2023年7月13日閲覧。
40. ↑  【人工地震】石川県能登地方で震度7の地震　震源の深さ10Km、P波なしの典型的な人工地震　地震前日に『3回爆発音』のニュース、現在はそのニュースも削除 - RAPT理論+α 2024年1月1日
41. ↑  震度7の地震があった石川県中能登町で『スマートシティ構想』が進められていたことが判明　土地強奪を狙った人工地震だった可能性大 - RAPT理論+α 2024年1月2日